# Metropolitana di Seul
La metropolitana di Seul (수도권 전철?, 首都圏電鐡?, Sudogwon jeoncheolLR) è la metropolitana che serve Seul e la sua area metropolitana in Corea del Sud. Dispone di 22 linee operative e 728 stazioni (includendo anche le linee Korail e quelle per il traffico pendolare). Comprende 353,2 km di linee metropolitane ed è lunga complessivamente 1.182,7 km includendo le ferrovie suburbane.
Il sistema di metropolitana di Seul è uno dei sistemi di trasporto urbano più utilizzati al mondo, con oltre 8,4 milioni di spostamenti giornalieri su un sistema di ventidue linee in continua espansione. La rete serve Seul, Incheon, Gyeonggi-do, il nord del Chungcheongnam-do e la parte occidentale del Gangwon-do. Oltre il 70% del tracciato totale della metropolitana è in sotterranea.
La costruzione della sua prima linea metropolitana, la linea 1, iniziò nel 1971 e fu aperta nel 1974, con servizi diretti sulle linee suburbane di Korail. Oggi, la rete è uno dei sistemi ferroviari urbani più grandi ed efficienti al mondo, con 331,5 km (206,0 mi) di binari solo sulle linee 1–9; servizio wireless e internet su tutti i treni; e porte di banchina in quasi tutte le stazioni.
Tutte le indicazioni della metropolitana di Seul sono scritte sia in coreano (hangeul e hanja) che in inglese, e spesso anche in giapponese e cinese semplificato.

## Operatori e linee

### Metropolitana pesante

#### Seoul Metro; 서울교통공사
Linea 1 (Cheongnyangni - Seul (7,8km))
 Linea 2 linea circolare don due diramazioni
 Linea 3 (Jichuk - Ogeum (38,2 km))
 Linea 4 (Danggogae - Namtaeryeong (31,7km))
 Linea 5 (Banghwa - Sangil-dong e diramazione Gangdong - Macheon)
 Linea 6 (Eungam - Sinnae)
 Linea 7 (Jangam - Bupyeong-gucheong)
 Linea 8 (Amsa - Moran)

#### Seoul Metro Line 9 Corporation
Linea 9 (Gaehwa - VHS Medical Center)

#### Incheon Transit Corporation
Vengono considerate parte della rete metropolitana anche le linee della metropolitana di Incheon che condividono la stessa tariffazione delle linee di Seul, facendo parte dello stesso sistema integrato.
 Linea 1 (Gyeyang - Songdo Moonlight Festival Park)
 Linea 2 (Geomdan Oryu - Unyeom)

### Ferrovie suburbane

#### Korail (Korea Railroad); 코레일(한국철도공사)
Linea Bundang
 Linea Suin
 Linea Gyeongui-Jungang
 Linea Gyeongchun
 Linea AREX
 Linea Gyeonggang

#### Shin Bundang Line Corporation
Linea Sinbundang

#### E-Rail e Korail
Linea Seohae

### Linee di metropolitana leggera

#### Uijeongbu LRT Co. LTD
U line

#### Yongin Rapid Transit Corporation
Yongin Everline

#### Ui Transit
Linea Ui

#### GIMPO Goldline Co., Ltd.
Gimpo Goldline

## Linee e collegamenti
Le linee che appartengono propriamente alla metropolitana di Seul sono quelle dalla 1 alla 9. Nella tabella sono comunque incluse anche le linee suburbane e quelle metropolitane delle città che compongono l'area metropolitana di Seul.
| Colore         | Nome/Numero            | Nome coreano  | Anno di Inaugurazione | Ultima Estensione | Capolinea                                                                                            | Capolinea | Lunghezza | Stazioni |
| -------------- | ---------------------- | ------------- | --------------------- | ----------------- | --- | --- | --------- | -------- |
| Blu            | Linea 1                | 1호선         | 1974                  | 2010              | Soyosan (소요산)                                                                                     | Incheon (인천) Sinchang (신창) Gwangmyeong (광명) Seodongtan (서동탄)                                              | 200,6 km  | 98       |
| Verde          | Linea 2                | 2호선         | 1980                  | 1996              | City Hall (시청) (Circle Line), Seongsu (성수) (Seongsu Branch), Sindorim (신도림) (Sinjeong Branch) | City Hall (시청) (Linea Cerchio), Sinseol-dong (신설동) (Sezione Seongsu), o Kkachisan (까치산) (Sezione Sinjeong) | 60,2 km   | 51       |
| Arancione      | Linea 3                | 3호선         | 1985                  | 2010              | Daehwa (대화)                                                                                        | Ogeum (오금) | 57,4 km   | 43       |
| Azzurro        | Linea 4                | 4호선         | 1985                  | 2000              | Danggogae (당고개)                                                                                   | Oido (오이도) | 71,5 km   | 48       |
| Viola          | Linea 5                | 5호선         | 1995                  | 1996              | Banghwa (방화)                                                                                       | Sangil-dong (상일동) o Macheon (마천)                                                                              | 52,3 km   | 51       |
| Marrone        | Linea 6                | 6호선         | 2000                  | 2019              | Eungam (응암)                                                                                        | Sinnae (신내) | 36,4 km   | 39       |
| Oliva          | Linea 7                | 7호선         | 1996                  | 2021              | Jangam (장암)                                                                                        | Bupyeong-gucheong (부평구청)                                                                                       | 57,1 km   | 51       |
| Rosa           | Linea 8                | 8호선         | 1996                  | 1999              | Amsa (암사)                                                                                          | Moran (모란) | 17,7 km   | 17       |
| Oro            | Linea 9                | 9호선         | 2009                  | 2018              | Gaehwa (개화)                                                                                        | VHS Medical Center (중앙보훈병원역)                                                                                | 27,0 km   | 25       |
|                |                        |               |                       |                   | | |           |          |
| Verde acqua    | Linea Gyeongui-Jungang | 중앙선 K1-K3  | 2005                  | 2020              | Munsan (문산역)                                                                                      | Seul (서울역)/Jipyeong (지평역)                                                                                    | 124 km    | 53       |
| Giallo         | Linea Bundang          | 분당선 K2     | 1994                  | 2018              | Cheongnyangni (청량리)                                                                               | Suwon (수원) | 52,9 km   | 36       |
| Rosso          | Linea Sinbundang       | 신분당선 D    | 2011                  | 2016              | Gwanggyo (광교)                                                                                      | Gangnam (강남) | 31,0 km   | 13       |
| Indaco         | AREX                   | 공항철도 A    | 2007                  | 2018              | Seul (서울역)                                                                                        | Aeroporto Internazionale di Incheon T2 (인천국제공항제2터미널)                                                     | 63,8 km   | 14       |
| Verde acqua    | Linea Gyeongchun       | 경춘선 P1     | 2010                  | 2010              | Cheongnyangni (청량리)                                                                               | Chuncheon (춘천)                                                                                                   | 81,3 km   | 24       |
| Giallo         | Linea Suin             | 수인선 K2     | 2012                  | 2020              | Suwon (요이도)                                                                                       | Incheon (송도) | 39,2 km   | 27       |
| Blu            | Linea Gyeonggang       | 경강선 K4     | 2016                  | --                | Pangyo                                                                                               | Yeoju | 54.8 km   | 18       |
| Verde chiaro   | Linea Seohae           | 서해선 S      | 2018                  | --                | Sosa                                                                                                 | Wonsi | 23.3 km   | 12       |
|                |                        |               |                       |                   | | |           |          |
| Azzurro grigio | Linea 1 Incheon        | 인천 1호선    | 1999                  | 2009              | Gyeyang (계양)                                                                                       | Quartiere Internazionale Degli Affari (국제업무지구역)                                                             | 29,4 km   | 29       |
| Arancio        | Linea 2 Incheon        | 인천 2호선    | 2016                  | --                | Geomdan Oryu                                                                                         | Unyeon | 29.1 km   | 27       |
|                |                        |               |                       |                   | | |           |          |
| Arancio        | Linea U                | 의정부 경전철 | 2012                  | --                | Balgok (발곡)                                                                                        | Tapseok(탑석) | 11,1 km   | 15       |
| Verde chiaro   | Linea Ui               | 우이신설선    | 2017                  | --                | Bukhansan Ui                                                                                         | Sinseol-dong | 11.4 km   | 13       |
| Verde          | Linea Ever             | 용인 경전철   | 2013                  | --                | Giheung (기흥)                                                                                       | Jeondae · Everland (전대 에버랜드)                                                                                 | 18,1 km   | 15       |
| Oro            | Gimpo Goldline         | 김포골드라인  | 2019                  | --                | Yangchon (양촌)                                                                                      | Gimpo Int'l Airport (김포국제공항)                                                                                 | 23,7 km   | 10       |

## Storia
Korail ha inaugurato la Linea 1 nel 1974. Le linee 2, 3, e 4 sono state inaugurate negli anni 70 e 80. La SMRT fu fondata nel 1994 per operare le linee dalla 5 alla 8. Infine la Seoul Metro Line 9 Corporation (una joint venture fra Veolia Transport e Rotem) fu creata nel 2009 per gestire la linea 9. Il 16 giugno 2018 è stata inaugurata la Linea Seohae che collega la stazione di Sosa sulla linea 1 e Wonsi, a sud ovest della capitale, incrociando la linea 4 a Choji. Il 1º dicembre 2018 le linea 9 è stata prolungata a est da Sport Complex a VHS Medical Center.

## Biglietti
Il prezzo base di un biglietto parte da 1000 won per una tratta fino a 10 km, mentre si aggiungono 100 won ogni 5 km in più. Sono disponibili biglietti a metà prezzo per i bambini. I passeggeri possono anche utilizzare la rete con una scheda magnetica ricaricabile come ad esempio T-money, Upass, e KB Free Pass. Usando le schede magnetiche il biglietto è scontato di 100 won. I cittadini anziani e disabili hanno la possibilità di utilizzare la rete gratuitamente.
Per i viaggi sulla linea AREX (Airport Express) serve un biglietto apposito e non c'è alcuno sconto durante il trasferimento ad altre linee. È comunque possibile utilizzare la scheda magnetica senza dover uscire dai tornelli di ingresso.
Gli operatori della rete hanno sostituito a partire dal 1º maggio 2009 i vecchi biglietti cartacei con il sistema di bigliettazione elettronica, utilizzando apposite schede con la nuova tecnologia RFID. Il costo della scheda è di 500 won, e può essere ricaricata in tutti gli sportelli automatici presenti nelle varie stazioni. Sono disponibili anche strap per cellulari contenenti il chip RFID, che permette di utilizzarli per salire sulla metropolitana.

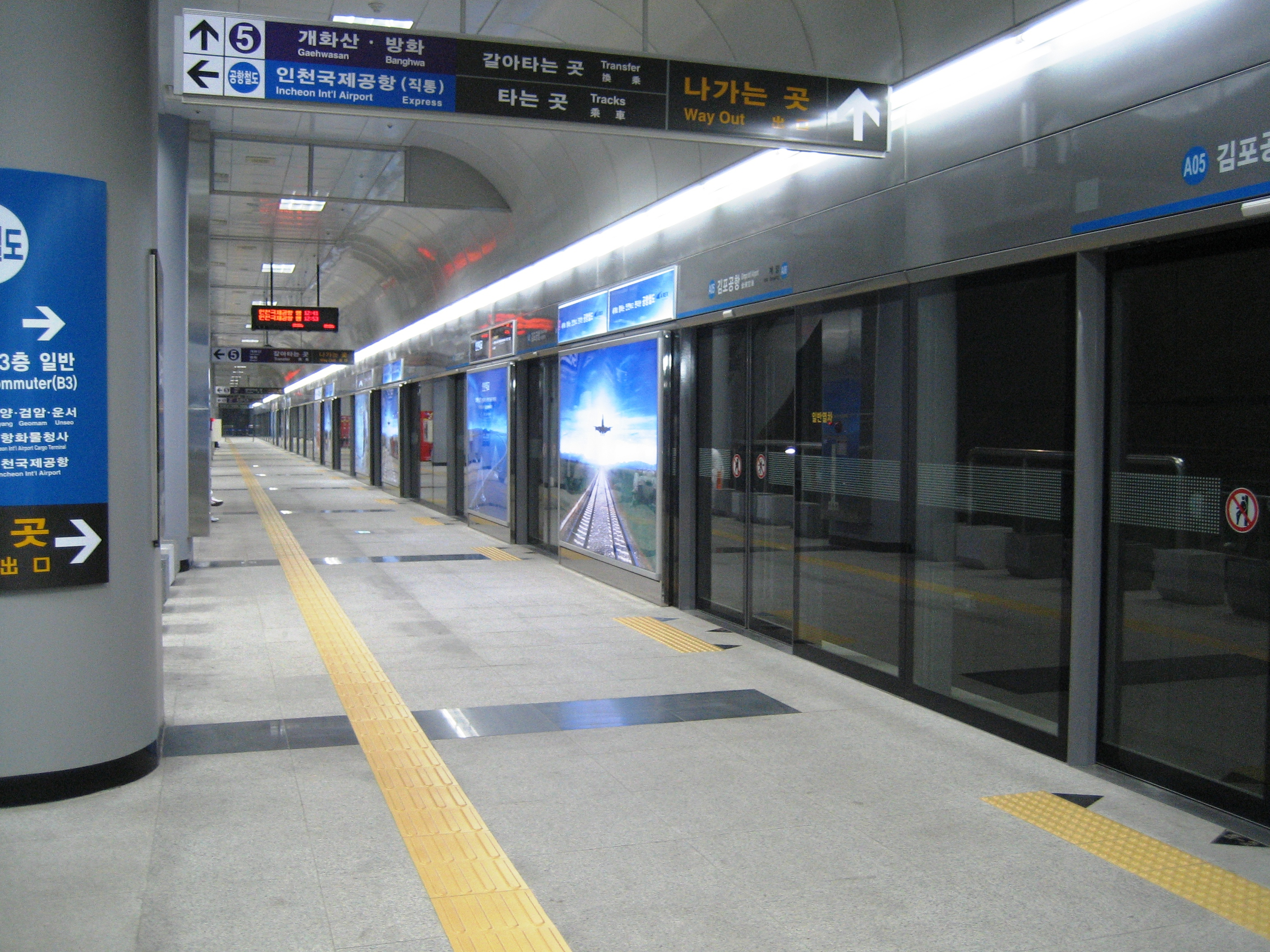
Vista della stazione dell'Aeroporto Gimpo sulla linea AREX, una delle più recenti

## Servizi
Sono presenti bagni per uomini e donne in tutte le stazioni.
Molto diffusi sono anche ascensori per l'accesso alle stazioni.

## Progetti futuri

### Linee in costruzione e prolungamenti
- La linea 5 verrà prolungata da Sangil-dong verso i sobborghi di Gamsil-dong e Hanam entro giugno 2019.
- L'inaugurazione della Gimpo Goldline inizialmente prevista per novembre 2018 è slittata a luglio 2019 e collegherà l'aeroporto di Gimpo e i sobborghi residenziali a nord di esso.
- Le linee Suin e Bundang verranno unite con l'apertura del tratto tra Oido e Suwon.
- Nel 2021 è prevista l'inaugurazione della linea Daegok-Sosa che collegherà la stazione di Sosa, sulla linea 1 e Seohae, a quella di Daegok, sulla linea 3 passando da Gimpo Aeroporto. Gimpo Aeroporto diverrà quindi l'interscambio servito da più linee.

### Linee in progetto
Ci sono anche diversi progetti in fase progettuale:
- È stata proposta un'estensione di 10 km della Linea Sinbundang dalla stazione di Bundang a Yongsan. Se approvato, il progetto dovrebbe costare circa 400 miliardi di won.[1]
- La Linea Sinansan collegherà le città di Ansan e Siheung con la stazione di Seul, per terminare presso la stazione di Cheongnyangni. Qui si collegherà con la nuova Linea leggera Myeonmok al momento in progetto.
- Si prevede di estendere la linea 4 dalla stazione di Danggogae a Jinjeop.

#### Metropolitane leggere di Seul
Sono in diversi stadi di progetto o costruzione diverse linee di metropolitana leggera che potenzieranno i collegamenti locali, sia all'interno della città che nelle maggiori aree urbane del Gyeonggi-do. Nel luglio 2019 è prevista l'inaugurazione della Gimpo Goldline che collegherà l'aeroporto di Seul-Gimpo all'omonimo comune a ovest della capitale nel 2022 l'apertura della linea Sillim.

### Linee GTX
Sono state proposte tre linee denominate GTX (Gyeonggi Train eXpress) che dovrebbero funzionare come una metropolitana sotterranea ad alta velocità (fino a 160–200 km/h) per velocizzare i collegamenti fra Seul e le città satelliti e diminuire le emissioni di inquinanti prodotte dalle automobili. L'estensione delle tre linee sarebbe di 145,5 km, e se realizzate, il costo si aggirerebbe attorno a 13,9 triliardi di won.